# Something Old
《Something Old》是喜剧老爸老妈的浪漫史第八季的第23集，全剧第183集。这一集的标题是西方婚礼的一个习俗中新娘需要为在婚前装备好的东西中的一样，中文意思是“有旧”，指代本集罗宾寻找自己在纽约留下的旧物。

## 剧情
马修和莉莉请泰德来帮忙打包，面对他们的第一件家具豆袋椅泰德认为要带到意大利，这让泰德说出害怕之间的友谊变质；另一方面罗宾和父亲老罗宾到中央公园，罗宾希望父亲能帮忙找自己的旧物但是父亲忙着去和巴尼打真人激光枪，于是罗宾说“算了，蠢得要死”，之后迟迟找不到旧物于是打电话给巴尼，巴尼在打真人激光枪表示很忙问她重不重要，罗宾又说“算了，蠢得要死”，最后罗宾打电话给泰德，泰德表示有重要的事于是罗宾又说了“算了，蠢得要死”，但是泰德知道是重要的事立马赶过去。
罗宾对泰德的出现十分感动，之后他们找到放着旧物的盒子，但是里面没有吊坠，这是天空下起了雨，罗宾觉得自己不因该嫁给巴尼，但是泰德在一旁不断鼓励，告诉她跟着心走。

## 文化参考
- 这集的标题是西方婚礼习俗，其中“有蓝”和“有借”是第二季最后两集用于讲述莉莉和马修的婚礼。下一集标题则和本集标题相呼应。
- 马修收集了1990年代关于大脚怪的资料。
- 泰德声称在西班牙参加了奔牛節，并表示拥有能将东西打包成像俄罗斯方块的严丝合缝。
- 马修不同意泰德把豆袋椅带去罗马说“意大利不需要这样皱巴巴 红彤彤 漏洞百出还外加一股酒精加毒品味的东西”因为他们有前总理西尔维奥·贝卢斯科尼。
- 泰德、马修和莉莉在2002年新年时装扮成天命真女组合，泰德是组合里的碧昂丝（还暗示碧昂丝后来嫁给Jay-Z）
- 泰德说“我是过来嚼泡泡糖顺便帮你们打包的但现在我没有泡泡...”这一段来自John Carpenter在电影极度空间的情节。
- 在真人激光枪的战场上巴尼的倒挂在天花板射杀两人的场面来自这个杀手不太冷。

## 插曲
How To Fight Loneliness - 威尔可合唱团（作为片中最后泰德和罗宾在雨中的插曲）

## 反响
Donna Bowman在影音俱乐部上给这集B的评价。
Max Nicholson在IGN上给这集评7分。
TV Fanatic给这集4星半的评分，满分5星。
本集关于西班牙的描绘在西班牙网民中获得广泛的批评。